# Effetto Rashomon
Effetto Rashomon è un termine utilizzato per descrivere una situazione di cui gli individui coinvolti danno interpretazioni o descrizioni contraddittorie, dimostrandosi dei testimoni inaffidabili.
L'effetto prende il nome dal film di Akira Kurosawa Rashomon del 1950, nel quale un omicidio è descritto da quattro testimoni in quattro modi diversi. Il termine, quindi, è utilizzato per parlare delle differenti interpretazioni di eventi, dell'esistenza di disaccordi riguardo all'evidenza degli eventi e del rapporto fra soggettività e oggettività nella percezione umana, nella memoria e nella nostra capacità di dare resoconti. 
L'effetto Rashomon è stato definito nel contesto accademico moderno come "una struttura epistemologica - un modo di pensare, conoscere e ricordare, anche necessario per comprendere situazioni complesse e ambigue".
Valerie Alia ha definito lo stesso effetto "The Rashomon Principle" utilizzando ampiamente questa variante fin dalla fine degli anni settanta del Novecento, pubblicandola per la prima volta in un saggio sulla politica del giornalismo nel 1982. In particolare, ha sviluppato il termine in un saggio del 1997 ("The Rashomon Principle: The Journalist as Ethnographer") e nel suo libro del 2004, Media Ethics and Social Change.
Una dimostrazione di questo principio nella comprensione scientifica può essere trovata nell'articolo del 1988 di Karl G. Heider sull'etnografia. Heider ha usato il termine per riferirsi all'effetto della soggettività della percezione sul ricordo, grazie al quale gli osservatori di un evento sono in grado di produrre resoconti sostanzialmente diversi ma ugualmente plausibili. 

 In The Australian Institute for Progress Ltd v The Electoral Commission of Queensland & Ors (No 2), Applegarth J ha scritto: 
(Applegarth J)